# Ctenus villasboasi
Ctenus villasboasi là một loài nhện trong họ Ctenidae.
Loài này thuộc chi Ctenus. Ctenus villasboasi được Cândido Firmino de Mello-Leitão miêu tả năm 1949.